# Gédéon Desandrouin
 (janvier 2011).
Si vous disposez d'ouvrages ou d'articles de référence ou si vous connaissez des sites web de qualité traitant du thème abordé ici, merci de compléter l'article en donnant les références utiles à sa vérifiabilité et en les liant à la section « Notes et références ».
Pour les articles homonymes, voir Desandrouin.
Le vicomte Gédéon Desandrouin, né en 1640 à Lodelinsart et mort le 2 juillet 1735 à Lodelinsart, est seigneur de Lodelinsart, d'Heppignies et de Lombois. Il est également un maître verrier dans le Clermontois et officier de Louis XIV, est installé en Belgique après la prise de Charleroi (1667) lors de la guerre de Dévolution. Il y fera fortune puis exploitera les premiers gisements de charbon à grande échelle sur le territoire français afin d'alimenter ses verreries que son fils Jean-Jacques Desandrouin transformera en 1757 en Compagnie des mines d'Anzin, alors la plus grande entreprise industrielle d'Europe.

## Biographie
Gédéon Desandrouin, né en 1640 à Lodelinsart et mort le 2 juillet 1735 à Lodelinsart, est le fils de Nicolas Desandrouin, écuyer, et de Marie de Thomassin. Il épouse Marie de Condé, fille de Jean de Condé, maître de verrerie à Charleroi, qui était lui-même un maître verrier venu de Lorraine, d'abord installé à Jumet où il épousa Marie de Colnet, fille d'une famille de verriers belges d'origine lorraine, avant de s'installer, en 1669, à Charleroi, où son autre fille épouse aussi un maître verrier, pour créer la première verrerie utilisant de la houille.
Jumet fut la pionnière, puisqu'on y a construit la première fournaise dès 1621. C'est vers 1650 qu'y arrivèrent les premiers verriers étrangers, Martin Falleur, originaire de la Forêt-Noire en Allemagne, et Jean de Condé. Plus d’une centaine de verreries ont cohabité ou se sont succédé en l’espace d’un siècle dans un périmètre limité : les communes de Lodelinsart, Gilly, Dampremy, Jumet et Charleroi. Vers le milieu du XVIIIe siècle, la fabrication du verre en plateau sera abandonnée au profit d'une technique améliorée, le soufflage en canons qui permet la fabrication de verre à vitres ordinaire à partir de matériaux moins coûteux. Le Pays de Charleroi s'y spécialise et devient le plus grand producteur mondial.
Héritant de la verrerie de Jean de Condé, Gédéon Desandrouin et sa femme se lancent dans l’industrie verrière. Très tôt, en 1680, ils commencent à extraire du charbon au trou de l'Appaumée près de Gominroux (le moulin). Dès1686, leur entreprise fait vivre une quarantaine de charbonniers, appelés Comparchonniers, qui travaillent  dans le bois de Soleilmont d'Heppignies, à l'est de Charleroi, loin de la France. En 1707, il devient le seigneur du lieu.
Les traités de Ryswick (du 20 septembre au 30 octobre 1697) mettent fin à la guerre de la Ligue d'Augsbourg et toutes les conquêtes de Louis XIV sont restituées : Charleroi revient à l'Espagne. Puis c'est le traité d'Utrecht (1713) : le roi Philippe V d'Espagne renonce aux Pays-Bas. Charleroi fait désormais partie des États autrichiens.
Entre-temps, la famille obtient en 1712 le droit de rechercher du charbon à Fresnes-sur-Escaut où Pierre, un des fils, exploite déjà une verrerie créée par Gédéon en 1710, avec trois fourneaux. En 1716, elle intensifie ses recherches. Le 18 mars 1717 il obtient du roi de France l’autorisation officielle, faisant croire qu'il ne fait que transférer de Charleroi à Fresnes l'octroi reçu du roi le 1er juin 1669 par son beau-père. Dans les faits, les verreries de Charleroi continueront à fonctionner.
Attaché à ses prérogatives de gentilhomme, Gédéon se rend coupable de la mort du bailli de Lodelinsart, à la suite d'une querelle due au non-respect de préséance lors d'une procession (1717). Son fils François-Joseph est banni pour cinq ans en 1720, Gédéon et les trois autres fils condamnés à une forte amende. François-Joseph fait construire une autre verrerie et obtient, à Hardinghen, dans le Boulonnais, près de Calais, des concessions minières qu'il exploite avec son frère Jean-Antoine, décédé en 1722. Le fils banni en recevra d'abord l'administration, puis, en 1728, la pleine propriété. En 1733, deux ans avant son décès, Gédéon Desandrouin obtient le titre de vicomte. En 1730, il se heurte à la concurrence du seigneur du lieu, Gaspard Moïse Augustin de Fontanieu, marquis de Fiennes, qui creuse ses propres mines.
| Nicolas Desandrouin (?-?) | Nicolas Desandrouin (?-?) | Nicolas Desandrouin (?-?) | Nicolas Desandrouin (?-?) | Nicolas Desandrouin (?-?) | Nicolas Desandrouin (?-?) |                          |                          | x 1655 Marie de Thomassin (?-?) | x 1655 Marie de Thomassin (?-?) | x 1655 Marie de Thomassin (?-?) | x 1655 Marie de Thomassin (?-?) | x 1655 Marie de Thomassin (?-?)           | x 1655 Marie de Thomassin (?-?)           |                                           |                                           | Jean de Condé (?-?)                       | Jean de Condé (?-?)                       | Jean de Condé (?-?) | Jean de Condé (?-?) | Jean de Condé (?-?)                         | Jean de Condé (?-?)                         |                                             |                                             | x 1654 Marie de Colnet (?-?)                | x 1654 Marie de Colnet (?-?)                | x 1654 Marie de Colnet (?-?) | x 1654 Marie de Colnet (?-?) | x 1654 Marie de Colnet (?-?) | x 1654 Marie de Colnet (?-?) |
| Nicolas Desandrouin (?-?) | Nicolas Desandrouin (?-?) | Nicolas Desandrouin (?-?) | Nicolas Desandrouin (?-?) | Nicolas Desandrouin (?-?) | Nicolas Desandrouin (?-?) |                          |                          | x 1655 Marie de Thomassin (?-?) | x 1655 Marie de Thomassin (?-?) | x 1655 Marie de Thomassin (?-?) | x 1655 Marie de Thomassin (?-?) | x 1655 Marie de Thomassin (?-?)           | x 1655 Marie de Thomassin (?-?)           |                                           |                                           | Jean de Condé (?-?)                       | Jean de Condé (?-?)                       | Jean de Condé (?-?) | Jean de Condé (?-?) | Jean de Condé (?-?)                         | Jean de Condé (?-?)                         |                                             |                                             | x 1654 Marie de Colnet (?-?)                | x 1654 Marie de Colnet (?-?)                | x 1654 Marie de Colnet (?-?) | x 1654 Marie de Colnet (?-?) | x 1654 Marie de Colnet (?-?) | x 1654 Marie de Colnet (?-?) |
|                           |                           |                           |                           |                           |                           |                          |                          |                                 |                                 |                                 |                                 |                                           |                                           |                                           |                                           |                                           |                                           |                     |                     |                                             |                                             |                                             |                                             |                                             |                                             |                              |                              |                              |                              |
|                           |                           |                           |                           | Gédéon (1640-1735)        | Gédéon (1640-1735)        | Gédéon (1640-1735)       | Gédéon (1640-1735)       | Gédéon (1640-1735)              | Gédéon (1640-1735)              |                                 |                                 |                                           |                                           |                                           |                                           |                                           |                                           |                     |                     | x 1680 Marie de Condé (1656-1741)           | x 1680 Marie de Condé (1656-1741)           | x 1680 Marie de Condé (1656-1741)           | x 1680 Marie de Condé (1656-1741)           | x 1680 Marie de Condé (1656-1741)           | x 1680 Marie de Condé (1656-1741)           |                              |                              |                              |                              |
|                           |                           |                           |                           | Gédéon (1640-1735)        | Gédéon (1640-1735)        | Gédéon (1640-1735)       | Gédéon (1640-1735)       | Gédéon (1640-1735)              | Gédéon (1640-1735)              |                                 |                                 |                                           |                                           |                                           |                                           |                                           |                                           |                     |                     | x 1680 Marie de Condé (1656-1741)           | x 1680 Marie de Condé (1656-1741)           | x 1680 Marie de Condé (1656-1741)           | x 1680 Marie de Condé (1656-1741)           | x 1680 Marie de Condé (1656-1741)           | x 1680 Marie de Condé (1656-1741)           |                              |                              |                              |                              |
|                           |                           |                           |                           |                           |                           |                          |                          |                                 |                                 |                                 |                                 |                                           |                                           |                                           |                                           |                                           |                                           |                     |                     |                                             |                                             |                                             |                                             |                                             |                                             |                              |                              |                              |                              |
|                           |                           |                           |                           |                           |                           |                          |                          |                                 |                                 |                                 |                                 |                                           |                                           |                                           |                                           |                                           |                                           |                     |                     |                                             |                                             |                                             |                                             |                                             |                                             |                              |                              |                              |                              |
|                           |                           |                           |                           | Jean-Jacques (1681-1761)  | Jean-Jacques (1681-1761)  | Jean-Jacques (1681-1761) | Jean-Jacques (1681-1761) | Jean-Jacques (1681-1761)        | Jean-Jacques (1681-1761)        |                                 |                                 | Pierre Desandrouin-Desnoëlles (1686-1764) | Pierre Desandrouin-Desnoëlles (1686-1764) | Pierre Desandrouin-Desnoëlles (1686-1764) | Pierre Desandrouin-Desnoëlles (1686-1764) | Pierre Desandrouin-Desnoëlles (1686-1764) | Pierre Desandrouin-Desnoëlles (1686-1764) |                     |                     | François-Joseph dit de Longbois (1695-1731) | François-Joseph dit de Longbois (1695-1731) | François-Joseph dit de Longbois (1695-1731) | François-Joseph dit de Longbois (1695-1731) | François-Joseph dit de Longbois (1695-1731) | François-Joseph dit de Longbois (1695-1731) |                              |                              |                              |                              |